# Voxtorp, Kalmar kommun
Voxtorp är en småort och kyrkby i Voxtorps socken som ligger söder om Hagbyån i Kalmar kommun.
I Voxtorp finner man en rundkyrka från medeltiden, Voxtorps kyrka. 
Kyrkan nämns i Horace Marryat's reseskildring från 1860 (publicerad i Sverige 1862), där nämns också den gamla dopfunten i granit med runor på bredden, utkastad på kyrkogården.
SCB definierade och namngav småorten som Voxtorp och Gräsgärde (del av) fram till och med år 2005.